# Nueva Delicias
Nueva Delicias är en ort i Mexiko.   Den ligger i kommunen Frontera Comalapa och delstaten Chiapas, i den sydöstra delen av landet, 900 km sydost om huvudstaden Mexico City. Nueva Delicias ligger 842 meter över havet och antalet invånare är 288.
Terrängen runt Nueva Delicias är varierad. Runt Nueva Delicias är det ganska tätbefolkat, med 108 invånare per kvadratkilometer. Närmaste större samhälle är Frontera Comalapa, 4,0 km sydost om Nueva Delicias. I omgivningarna runt Nueva Delicias växer huvudsakligen savannskog.